# Communauté de communes de l'Arpajonnais
La communauté de communes de l’Arpajonnais (CCA) est une ancienne structure intercommunale française située dans le département de l’Essonne et la région Île-de-France. Elle a fusionné avec la Communauté d'agglomération du Val d'Orge pour devenir la Communauté d'agglomération Cœur d'Essonne Agglomération le 1er janvier 2016.

## Géographie

### Situation
| Type d'occupation           | Pourcentage | Superficie (en hectares) |
| --------------------------- | ----------- | ------------------------ |
| Espace urbain construit     | 23,5 %      | 2 221,33                 |
| Espace urbain non construit | 6,6 %       | 623,76                   |
| Espace rural                | 69,9 %      | 6 609,31                 |
| Source : Iaurif             |             |                          |

La Communauté de communes de l’Arpajonnais est située au centre du département de l’Essonne. Son altitude varie entre quarante-deux mètres à Saint-Germain-lès-Arpajon et cent soixante-huit mètres à Ollainville.

### Composition
Elle regroupe quatorze communes au 1er janvier 2015 :
| Nom                       | Code Insee | Gentilé         | Superficie (km2) | Population (dernière pop. légale) | Densité (hab./km2) |
| ------------------------- | ---------- | --------------- | ---------------- | --------------------------------- | ------------------ |
| Ollainville (siège)       | 91461      | Ollainvillois   | 11,33            | 4 735 (2014)                      | 418                |
| Arpajon                   | 91021      | Arpajonnais     | 2,40             | 10 582 (2014)                     | 4 409              |
| Avrainville               | 91041      | Avrainvillois   | 9,14             | 925 (2014)                        | 101                |
| Boissy-sous-Saint-Yon     | 91085      | Buxéens         | 8,04             | 3 750 (2014)                      | 466                |
| Breuillet                 | 91105      | Breuilletois    | 6,69             | 8 419 (2014)                      | 1 258              |
| Bruyères-le-Châtel        | 91115      | Bruyérois       | 12,90            | 3 376 (2014)                      | 262                |
| Cheptainville             | 91156      | Cheptainvillois | 7,15             | 1 922 (2014)                      | 269                |
| Égly                      | 91207      | Aglatiens       | 3,95             | 5 574 (2014)                      | 1 411              |
| Guibeville                | 91292      | Guibevillois    | 2,61             | 722 (2014)                        | 277                |
| La Norville               | 91457      | Norvillois      | 4,52             | 4 107 (2014)                      | 909                |
| Marolles-en-Hurepoix      | 91376      | Marollais       | 6,47             | 5 145 (2014)                      | 795                |
| Saint-Germain-lès-Arpajon | 91552      | Germinois       | 6,31             | 9 956 (2014)                      | 1 578              |
| Saint-Yon                 | 91581      | Saint-Yonais    | 4,66             | 887 (2014)                        | 190                |

### Démographie
| 1968 | 1975 | 1982 | 1990 | 1999   | 2006   | 2010   |
| ---- | ---- | ---- | ---- | ------ | ------ | ------ |
| -    | -    | -    | -    | 56 974 | 61 786 | 63 707 |

### Pyramide des âges
| Hommes | Classe d’âge | Femmes |
| ------ | ------------ | ------ |
| 0,2    | 90 ans ou +  | 0,7    |
| 4,0    | 75 à 89 ans  | 6,0    |
| 11,6   | 60 à 74 ans  | 12,0   |
| 19,8   | 45 à 59 ans  | 19,9   |
| 22,6   | 30 à 44 ans  | 22,4   |
| 19,6   | 15 à 29 ans  | 18,6   |
| 22,3   | 0 à 14 ans   | 20,5   |

| Hommes | Classe d’âge | Femmes |
| ------ | ------------ | ------ |
| 0,3    | 90 ans ou +  | 0,8    |
| 4,4    | 75 à 89 ans  | 6,7    |
| 11,3   | 60 à 74 ans  | 11,9   |
| 19,9   | 45 à 59 ans  | 20,0   |
| 21,9   | 30 à 44 ans  | 21,4   |
| 20,6   | 15 à 29 ans  | 19,2   |
| 21,7   | 0 à 14 ans   | 20,0   |

## Histoire
La communauté de communes de l’Arpajonnais a été constituée par arrêté du préfet de l’Essonne le 2 décembre 2002 avec prise d'effet le 1er janvier 2003. L’arrêté préfectoral du 4 juillet 2003 ajoutait la commune de Marolles-en-Hurepoix, celui du 14 octobre 2003 la commune de Lardy et séparait la commune de Leuville-sur-Orge qui rejoignait la communauté d'agglomération du Val d'Orge.

## Politique communautaire

### Statut
Le regroupement communale a dès sa création pris la forme et le statut d’une communauté de communes. L’intercommunalité est enregistrée au répertoire des entreprises sous le code SIREN 249 100 538. Son activité est enregistrée sous le code APE 8411Z.

### Représentation

#### Présidents de la communauté de communes de l’Arpajonnais
| Période                                  | Période  | Identité        | Étiquette | Qualité            |
| ---------------------------------------- | -------- | --------------- | --------- | ------------------ |
| 2003                                     | 2014     | Pascal Fournier | PS        | Maire d’Arpajon    |
| 2014                                     | en cours | Bernard Sprotti | DVD       | Maire de Breuillet |
| Les données manquantes sont à compléter. |          |                 |           |                    |

#### Conseil communautaire
Le conseil communautaire  compte quarante-huit élus désignés par chaque conseil municipal des communes adhérentes, répartis selon la règle d’un délégué par commune et un délégué supplémentaire par tranche de deux mille deux cent cinquante habitant, soit six délégués pour Arpajon, cinq délégués pour Breuillet et Saint-Germain-lès-Arpajon, quatre délégués pour Égly, Lardy et Marolles-en-Hurepoix, trois délégués pour Boissy-sous-Saint-Yon, Bruyères-le-Châtel, La Norville et Ollainville et deux délégués pour Avrainville, Cheptainville, Guibeville et Saint-Yon. Le président du conseil communautaire est assisté par treize vice-présidents représentant chaque commune.

### Compétences
La communauté de communes de l’Arpajonnais dispose des compétences imposées par la loi, le développement économique et l’aménagement du territoire. Le conseil communautaire lui a en plus octroyé les compétences optionnelles de gestion de la voirie, de politique du logement social, de gestion des équipements culturels et sportifs, de collecte et de traitement des ordures ménagères, de prévention spécialisée, de gestion de l’accueil des gens du voyage et d’action en faveur de la petite enfance.

### Finances locales
En 2008, la communauté de communes de l’Arpajonnais disposait d’un budget de 10 084 536 euros.
| Postes                                             | 2007         | 2008         | 2009         | 2010         | 2011         |
| -------------------------------------------------- | ------------ | ------------ | ------------ | ------------ | ------------ |
| Produits de fonctionnement                         | 13 815 000 € | 13 933 000 € | 19 884 000 € | 22 196 000 € | 24 396 000 € |
| Charges de fonctionnement                          | 9 845 000 €  | 10 246 000 € | 13 749 000 € | 15 121 000 € | 16 560 000 € |
| Ressources d’investissement                        | 5 314 000 €  | 5 054 000 €  | 5 428 000 €  | 2 613 000 €  | 9 166 000 €  |
| Emplois d’investissement                           | 4 866 000 €  | 6 240 000 €  | 2 804 000 €  | 3 572 000 €  | 5 492 000 €  |
| Dette                                              | 1 022 000 €  | 867 000 €    | 720 000 €    | 649 000 €    | 514 000 €    |
| Source : Ministère de l’Économie et des Finances,. |              |              |              |              |              |

### Identité visuelle
| Blason à dessiner | La communauté de communes de l’Arpajonnais s’est dotée d’un logotype. |

## Pour approfondir

## Sources
1. ↑  Isoline Fontaine, « L’Arpajonnais enterre sa vie de jeune fille avant d’épouser le Val-d’Orge », Le Parisien, édition de l'Essonne,‎ 16 décembre 2015 (lire en ligne).
2. ↑  Fiche multicommunale d'occupation des sols en 2008 sur le site de l'Iaurif. Consulté le 16/11/2010.
3. ↑  Données démographiques communautaires sur le site de l'Insee. Consulté le 31/12/2012.
4. ↑  Pyramide des âges dans la communauté de communes de l'Arpajonnais en 2009 sur le site de l'Insee. Consulté le 08/07/2012.
5. ↑  Pyramide des âges de l’Essonne en 2009 sur le site de l’Insee. Consulté le 07/07/2012.
6. ↑  Arrêté n°2002-PREF-DCL-0380 du 2 décembre 2002 paru au recueil des actes administratifs sur le site de la préfecture de l'Essonne. Consulté le 20/12/2012.
7. ↑  Arrêté n°2003-PREF-DCL-253 du 4 juillet 2003 paru au recueil des actes administratifs sur le site de la préfecture de l'Essonne. Consulté le 20/12/2012.
8. ↑  Arrêté n°2003-PREF-DCL-0374 paru au recueil des actes administratifs sur le site de la préfecture de l'Essonne. Consulté le 20/12/2012.
9. ↑  Arrêté n°2003-PREF-DCL-0368 paru au recueil des actes administratifs sur le site de la préfecture de l'Essonne. Consulté le 20/12/2012.
10. ↑  Fiche entreprise de la communauté de communes de l'Arpajonnais sur le site verif.com Consulté le 23/04/2011.
11. ↑  Fiche de la communauté de communes sur le site de l'Iaurif. Consulté le 28/05/2009.
12. ↑  Présentation des élus sur le site officiel de la communauté de communes. Consulté le 27/05/2009.
13. ↑  Présentation des compétences sur le site officiel de la communauté de communes. Consulté le 28/05/2009.
14. ↑  Fiche de la communauté de communes sur la base Aspic du ministère de l'Intérieur. Consulté le 28/05/2009.
15. ↑  Finances locales 2007 sur la base Alize du ministère des Finances. Consulté le 05/12/2012.
16. ↑  Finances locales 2008 sur la base Alize du ministère des Finances. Consulté le 05/12/2012.
17. ↑  Finances locales 2009 sur la base Alize du ministère des Finances. Consulté le 05/12/2012.
18. ↑  Finances locales 2010 sur la base Alize du ministère des Finances. Consulté le 05/12/2012.
19. ↑  Finances locales 2011 sur la base Alize du ministère des Finances. Consulté le 05/12/2012.